# Culture du Laos

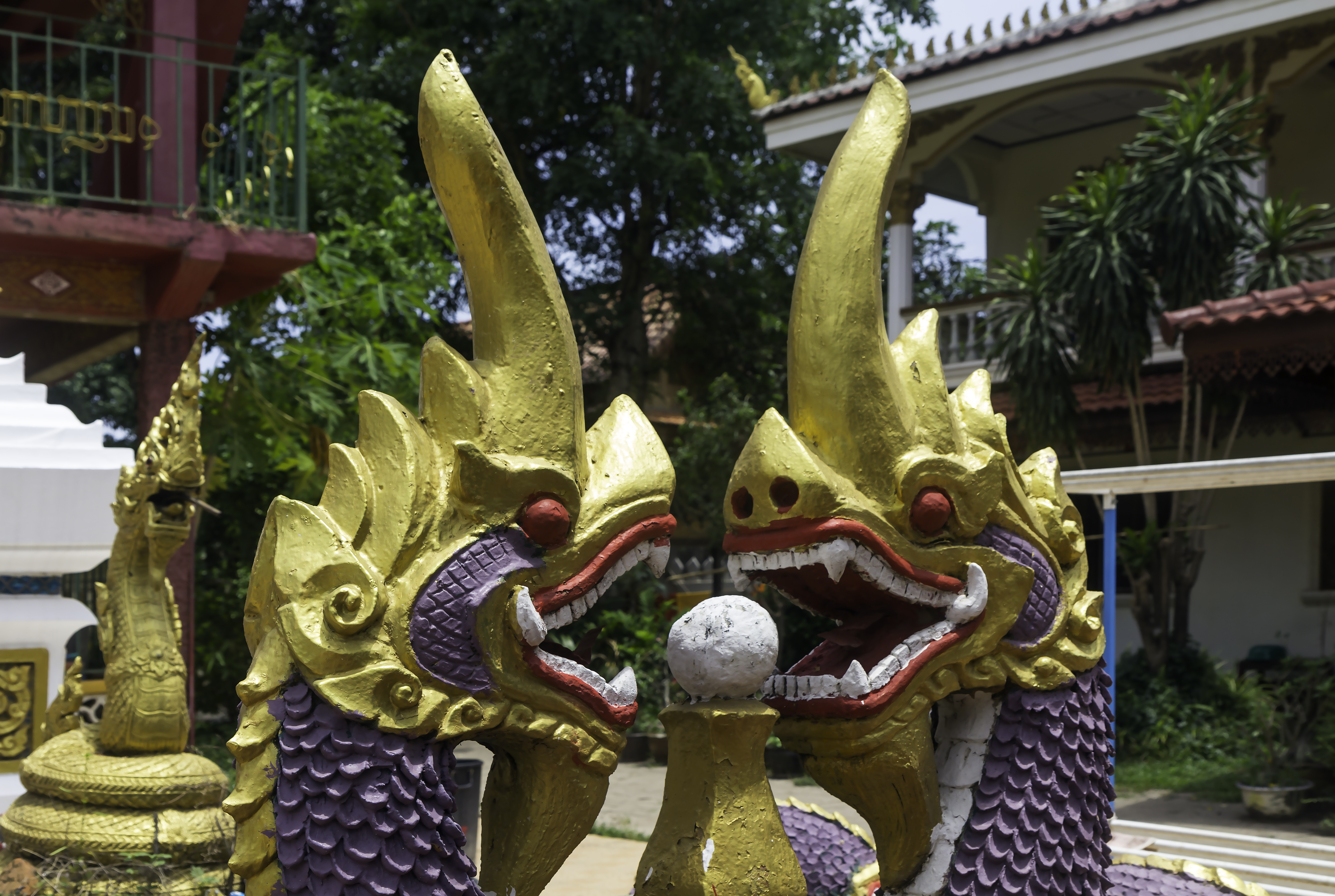
Têtes de nâgas à Wat Chan (Vientiane)

La culture du Laos, pays de l' Asie du Sud-Est continentale, désigne les pratiques culturelles observables de ses habitants (au nombre de 7 000 000 selon une estimation de 2017, hors diaspora laotienne). Par extension, elle se complète de la culture laotienne, multimillénaire et multiethnique.

## Langues et peuples

### Langue(s)
- Langues au Laos
- Langues du Laos (une centaine)
  - Langue officielle, minoritaire, la plus utilisée, le lao (58-75 %)
  - Langues locales : 83, ou davantage (dialectes), majoritairement môn-khmer (60 %), donc austroasiatiques
    - Langues môn-khmer orientales
      - Langues bahnariques, Alak (en), lave (en), Sou (en), Laven, Nyaheun (en), Jeng, Oy, Sapuan (en), Sok, The
      - Langues katuiques, Ir, Kataang, Ong, Ta'oih inférieur, Ta'oih supérieur, Kasseng, Katu occidental, Tareng, Khlor, Ngeq, Bru oriental, Sô

    - Langues môn-khmer du Nord
      - Langues khmuiques, Bit, Khmu, Khuen, Mal, Mlabri, Phong-kniang (en)
      - Langues palaungiques, Kiorr (en), Con (en), Lamet

    - Langues viêt-muong, Maleng (en), Hung, Bo
    - Langues tai-kadai (13 %), Langues tai, lao
    - Langues hmong-mien (4 %), miao-yao
    - Langues tibéto-birmanes (1 %),

  - langues étrangères :français, anglais, allemand, japonais, coréens, thaï standard
  - langues immigrantes : vietnamien, chinois, khmer standard

### Populations
- Groupes ethniques au Laos (48 minorités)[1]
  - Akhas, Bru, Cham, Chut, Hmong, Kha, Khmuic, Lahu, Lao, Lao Theung
  - Mlabri, Pemisien, Tai, Tai Dam, Yao
  - Chinois du Laos

- (en) List of ethnic groups in Laos

## Traditions

### Religion(s)
- Religion au Laos (en), Thèmes religieux au Laos
- Bouddhisme au Laos (50..66 %) : 5 000 temples, 22 000 moines
- Religion populaire thai-lao (en), ou Satsana Phi, Ban Phi (30 %, principalement dans les minorités ethniques) : polythéiste, animiste
- Baci, cérémonie populaire de rappel des âmes
- Christianisme au Laos (150 000 pratiquant déclarés, 1,5 %)
  - Catholicisme au Laos (environ 45 000 adeptes en 2015)
  - Protestantisme au Laos (en) (300 à 400 congrégations, et environ 100 000 adeptes, surtout évangélistes et adventistes)
  - Christianisme Lahu (en)
- Sont également présents : Hindouisme, Baha-isme (8 000 adeptes), Confucianisme, Taoïsme, Islam au Laos (0,1 %, 400 musulmans ?), etc.
- Histoire des Juifs au Laos (en)
- Liberté de religion au Laos (en)

### Symboles
- Armoiries du Laos, Drapeau du Laos, Pheng Xat Lao (hymne national du Laos)

Les couleurs du drapeau laotien dont le rouge, le bleu et le blanc.
Le rouge représente le sang versé pour l'indépendance, et le bleu représente le fleuve Mékong et la santé du pays. Le disque blanc situé au centre représente la Lune au-dessus du Mékong et l'unité du pays sous le gouvernement communiste.

### Folklore
- Boun Khun Khao, fête agricole ayant lieu entre fin janvier et début février

### Mythologie
- Krasue
- Nang Tani
- Phi Fa (en)
- Phosop (en)
- Phra Mae Thorani
- Suvannamaccha
- The Twelve Sisters (en)
- Vessantara Jataka

### Société
Le Parti révolutionnaire populaire lao est l'unique parti politique autorisé dans le pays et est un parti communiste d'inspiration marxiste-léniniste prônant une société sans classe. À l'instar du Viêt Nam voisin, le Laos était un pays satellite de l'URSS pendant la Guerre froide et est qualifié de « démocratie populaire ». En tant que dictature, les libertés individuelles sont très limitées au Laos.
La société laotienne est comparable aux sociétés d'anciens pays communistes comme l'URSS ou la République démocratique allemande.

### Fêtes
| Date                             | Nom français                                  | Nom local           | Remarques                                            |
| -------------------------------- | --------------------------------------------- | ------------------- | ---------------------------------------------------- |
| 1er janvier                      | Nouvel An occidental                          | Boun Pi May Saakonh |                                                      |
| fin janvier/début février        | Nouvel An chinois                             | kouth tjine         | basé sur le calendrier lunaire                       |
| février                          |                                               | Makha Bousa         | basé sur le calendrier lunaire                       |
| 8 mars                           | Journée internationale des droits de la femme | Vanh Phou Gning     |                                                      |
| 13,14 et 15 avril                | Nouvel An lao                                 | Boun Pi May Lao     | Fête de l'eau, précède la saison des pluies          |
| 1er mai                          | Fête du travail                               |                     | fermeture des banques                                |
| mai                              |                                               | Visakha Bousa       | basé sur le calendrier lunaire                       |
| mai                              | Fête des fusées                               | Boun bang fay       | fête bouddhique et profane                           |
| juillet                          |                                               | Asanha Bousa        | basé sur le calendrier lunaire                       |
| juillet                          | Carême bouddhiste                             | Khao Phansa         | Basé sur le calendrier lunaire                       |
| août                             | Fête des morts                                | Ho khao padap dine  | les fidèles déposent des dons sur les tombes         |
| Première pleine lune de novembre | Fête des Lumières                             | Boun ork phansa     | fin de la saison des pluies                          |
| novembre                         | Fête du That Luang (Vientiane)                | Boun That Luang     | défilés aux flambeaux au sanctuaire national         |
| 2 décembre                       | Fête nationale                                | Vanh Xaat           | commémore l'arrivée au pouvoir du Pathet Lao en 1975 |
| 31 décembre                      | veille du nouvel an                           |                     |                                                      |

- List of festivals in Laos (en)

## Société
- Société laotienne (en)
- Société rurale au Laos (en)

### Éducation
- Éducation au Laos (en)[2]
- Education in Laos (post-1990) (en)
- Liste d'universités au Laos (en)
- Institut français du Laos

### Droit
- Droits humains au Laos (en)
- Polygamie au Laos (en)
- Prostitution au Laos
- Femmes au Laos (en)
- Femmes hmong et enfants (en)

### État
- Criminalité au Laos (en)
- Trafic d'êtres humains au Laos (en)
- Drogue au Laos (en)
- Guerres d'Indochine, Guerre civile laotienne (1953-1973)
- Conflit hmong

## Arts de la table

### Cuisine(s)

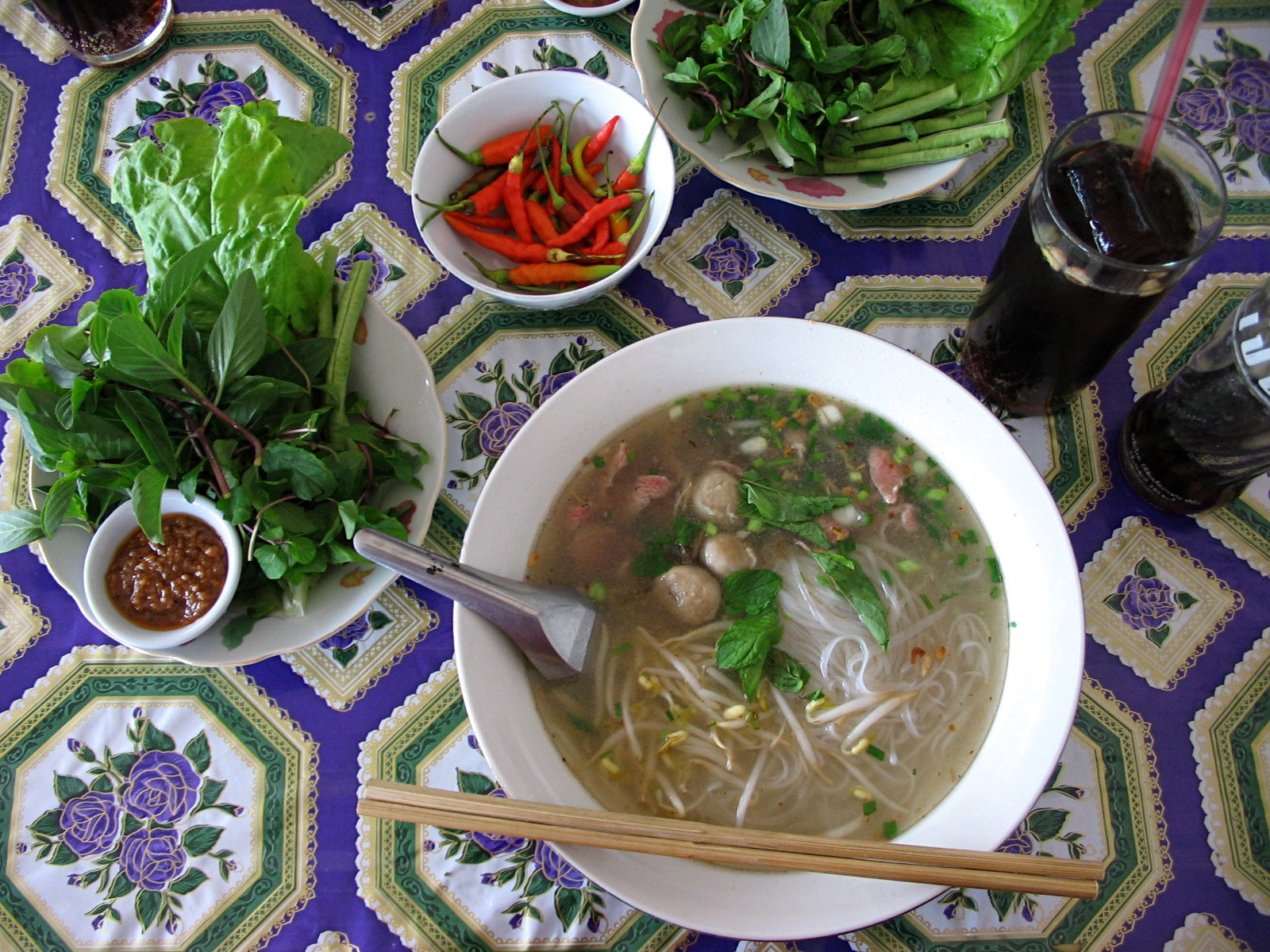
Soupe laotienne aux nouilles

Comme dans tous les pays d'Asie du Sud-Est, l'alimentation laotienne est à base de riz, agrémenté de viandes (porc, bœuf), volailles (canard, poulet) et poissons. Les légumes sont très nombreux et variés. C'est une cuisine ordinairement très pimentée.
https://www.academia.edu/30077234/Kai_Phen_ໄຄແຜ_ນ_délice_gastronomique_de_Luang_Prabang

## Santé
- Catégorie:Santé au Laos,	Protection sociale

### Sports, arts martiaux
- , Laos at the 2015 Southeast Asian Games (en)
- Rubriques concernant le sport au Laos
- Sportifs laotiens
- Muay Lao, sport martial ancien
- Laos aux Jeux olympiques

À l'instar des autres pays de l'ancien bloc de l'Est, et d'ailleurs, le Laos se sert du sport comme outil de propagande.
Le pays participe aux Jeux olympiques pour la première fois en 1980, à Moscou (à l'époque de l'URSS). Le pays ne participe plus aux Jeux olympiques avant 1992. À partir de cette date, le pays y participe sans interruption.
L'équipe nationale de football est membre de la FIFA depuis 1952 et de l'AFC depuis 1980. Elle dispute son premier match en 1961 contre la République du Viêt Nam (défaite 7-0). Sa plus large victoire remonte à 2011, contre le Cambodge (victoire 6-2).
L'équipe nationale du rugby à XV joue son premier match en 1974 contre la Malaisie (défaite 34-10).
Comme beaucoup de pays communistes, le Laos attend longtemps avant de participer aux Jeux paralympiques. Le pays y participe pour la première fois à Sydney (Australie), en 2000, et n'a actuellement disputé que trois éditions.
https://www.academia.edu/36001791/Le_Laos_et_les_Jeux_Olympiques

## Artisanats

### Textiles, cuir, papier
- Xout lao
- Soie lao (en)

### Poterie, céramique, faïence
- Céramique du Laos (en)

## Littérature
- Écrivains laotiens, Liste chronologique d'écrivains laotiens
- Littérature laotienne
- Phra Lak Phra Ram	(Ramayana lao)
- Sang Sinxay (en)
- Big Brother Mouse (en)
- Bibliothèque Nationale du Laos (en)
- École française d'Extrême-Orient
- Prix des écrivains de l'Asie du Sud-Est (SEA, lauréats sur la version anglophone)

## Médias
- Rubriques concernant les médias au Laos
- Khaosane Pathet Lao, agence de presse gouvernementale

### Presse
- List of newspapers in Laos (en)

### Radio
- Lao National Radio (en)

### Internet (.la)
- Internet in Laos (en)

## Arts visuels
- Artistes laotiens
- Art lao

Divers sites évoquent l'art lao,,,.

### Peinture
- Marc Leguay (1910-2001)
- Galerie de peintures[7]

### Sculpture
- Sculpture bouddhiste lao (en)

### Architecture
https://www.academia.edu/31050716/A_propos_des_Hollandais_du_Vat_Pa_Khe_de_Luang_Prabang

## Arts du spectacle
- Spectacle vivant, Performance, Art sonore

### Musique
- Musique laotienne[8],[9]
- Musique du Laos (en)
- Mor lam
- Hun (de)

### Danse
- Danse dramatique du Laos

### Théâtre
- Danse et théâtre au Laos

### Autres: marionnettes, mime, pantomime, prestidigitation
- Cabaret, toute forme mineure des arts de scène
- Arts de la rue, Arts forains, Cirque,Théâtre de rue, Spectacle de rue,
- Marionnette, Arts pluridisciplinaires, Performance (art)…
- Arts de la marionnette au Laos sur le site de l'Union internationale de la marionnette

## Patrimoine

### Musées
- Liste de musées au Laos (en), dont
  - Champasak Provincial Museum
  - Haw Phra Kaew
  - Lao National Museum
  - Luang Namtha Museum
  - Royal Palace, Luang Prabang

### Liste du Patrimoine mondial

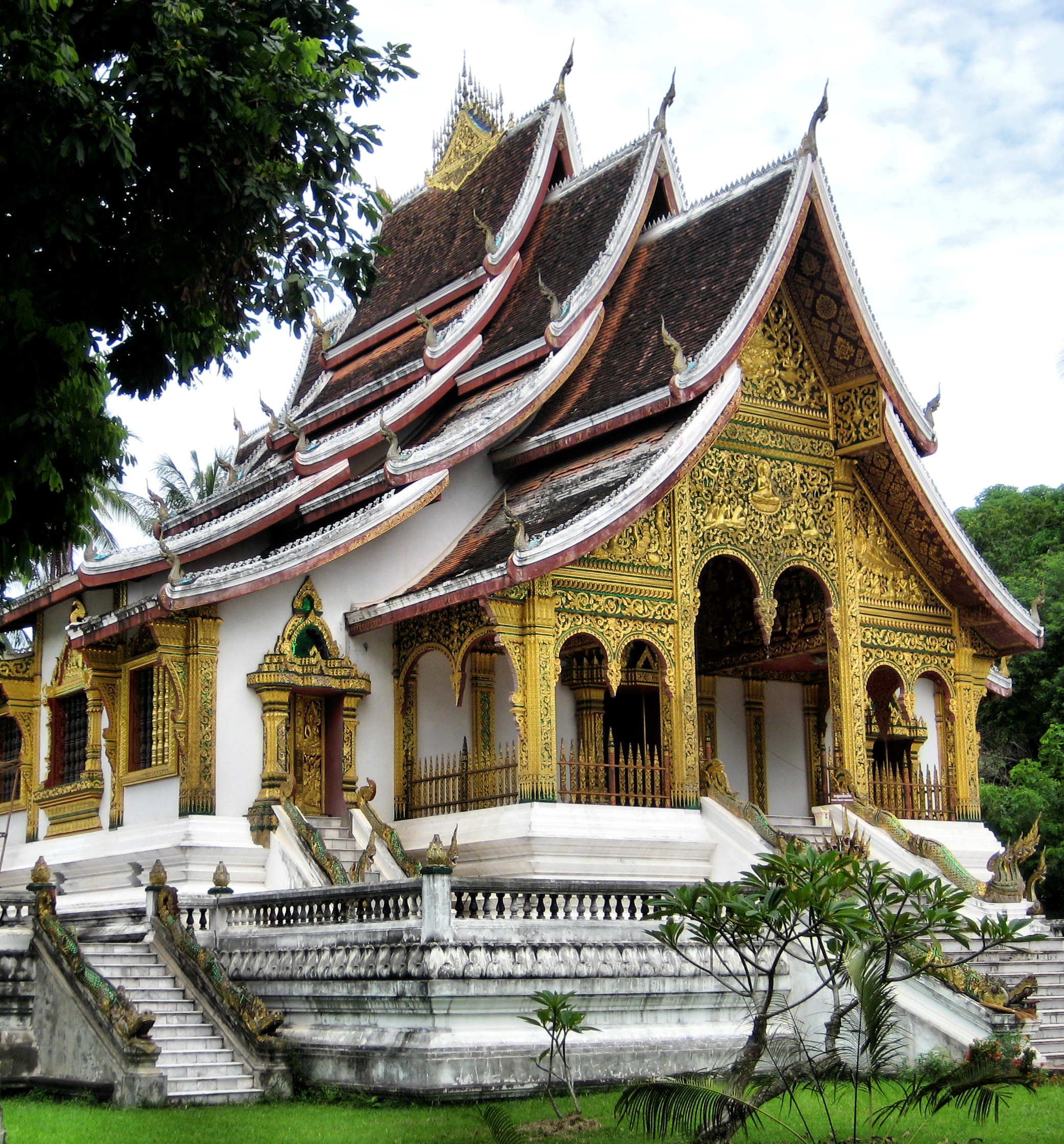
Temple bouddhiste à Luang Prabang

Le programme Patrimoine mondial (UNESCO, 1971) a inscrit dans sa liste du Patrimoine mondial (au 12/01/2016) : Liste du patrimoine mondial au Laos.

### Liste représentative du patrimoine culturel immatériel de l’humanité
Le programme Patrimoine culturel immatériel (UNESCO, 2003) a inscrit dans sa Liste du patrimoine culturel immatériel de l'humanité au Laos :
- 2017 : La musique du khên du peuple lao[10].

### Tourisme au Laos
- Tourisme au Laos

### Filmographie
- Mémoire d'or, mémoire de soie, film de Catherine Choron-Baix, CNRS Images, Meudon, 2006, 51 min (DVD)